# Sayonara detka
Sayonara detka (in russo Sayonara детка?) è un singolo del rapper russo Ėldžej, pubblicato il 20 giugno 2019.
Il brano, vincitore del premio Viktorija al miglior artista hip hop, vede la partecipazione della cantante kosovara-albanese Era Istrefi.

## Video musicale
Il video, diretto da Medet Šajachmetov, è stato reso disponibile il 15 agosto 2019.

## Tracce
Testi e musiche di David Kraft, Era Istrefi, Jenson Vaughan, Joachim Pehl, Jonas Nikolaus Lang, Julian Otto, Martin Peter Willumeit, Tim North, Tim Wilke e Aleksej Konstantinovič Uzenjuk.
Download digitale, streaming
1. Sayonara detka (feat. Era Istrefi) – 2:44

Download digitale, streaming – Rompasso Remix
1. Sayonara detka (feat. Era Istrefi) (Rompasso Remix) – 3:13

## Classifiche

### Classifiche settimanali
| Classifica (2019) | Posizione massima |
| ----------------- | ----------------- |
| Lettonia          | 31                |
| Lituania          | 76                |
| Russia            | 10                |

### Classifiche di fine anno
| Classifica (2019) | Posizione |
| ----------------- | --------- |
| Lettonia          | 90        |
| Russia            | 79        |